# Plains (Montana)
Plains es un pueblo ubicado en el condado de Sanders en el estado estadounidense de Montana. En el Censo de 2010 tenía una población de 1048 habitantes y una densidad poblacional de 680,06 personas por km².

## Geografía
Plains se encuentra ubicado en las coordenadas 47°27′38″N 114°53′5″O / 47.46056, -114.88472. Según la Oficina del Censo de los Estados Unidos, Plains tiene una superficie total de 1.54 km², de la cual 1.54 km² corresponden a tierra firme y (0%) 0 km² es agua.

## Demografía
Según el censo de 2010, había 1048 personas residiendo en Plains. La densidad de población era de 680,06 hab./km². De los 1048 habitantes, Plains estaba compuesto por el 94.66% blancos, el 0.19% eran afroamericanos, el 2% eran amerindios, el 0.48% eran asiáticos, el 0% eran isleños del Pacífico, el 0.19% eran de otras razas y el 2.48% pertenecían a dos o más razas. Del total de la población el 2.39% eran hispanos o latinos de cualquier raza.